# Gymplatanthera borelii
Gymplatanthera borelii är en orkidéart som beskrevs av L.C.Lamb. Gymplatanthera borelii ingår i släktet Gymplatanthera och familjen orkidéer.
Artens utbredningsområde är Frankrike. Inga underarter finns listade i Catalogue of Life.